# Nikola Tesla dans la culture populaire
 (mars 2021).

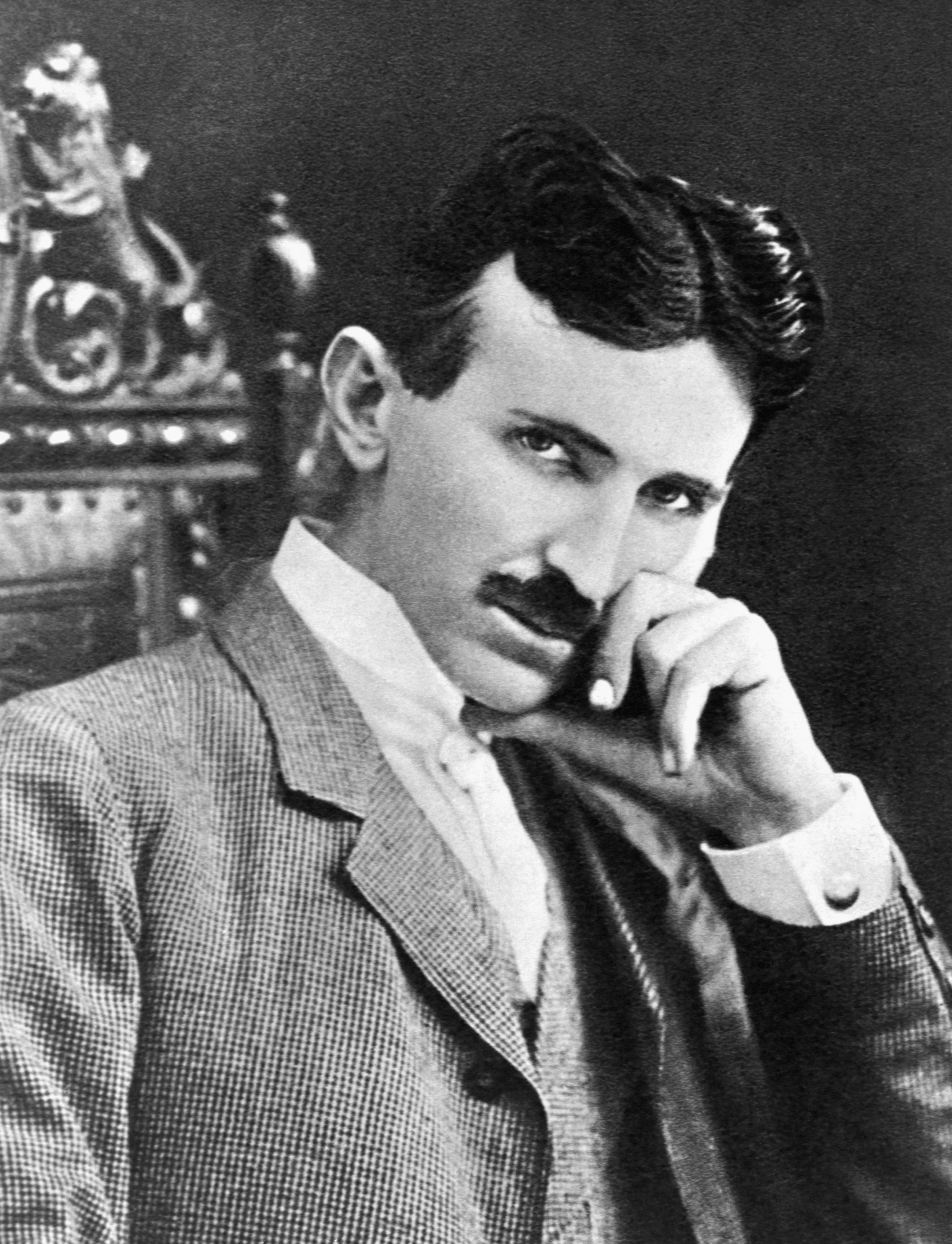
Nikola Tesla en 1896.

Nikola Tesla (10 juillet 1856 - 7 janvier 1943) est représenté dans de nombreuses formes de culture populaire. L'ingénieur serbo-américain a été particulièrement représenté dans la science-fiction, un genre qui convient bien à ses inventions ; bien que souvent exagérées, les variantes fictives s'appuient surtout sur ses propres prétentions ou idées. Une fixation populaire et croissante parmi les conteurs de science-fiction, de bandes dessinées et d'histoire spéculative consiste à dépeindre Tesla comme un membre d'une société secrète, au même titre que d'autres sommités de la science. L'impact des technologies inventées par Nikola Tesla est un thème récurrent dans le genre steampunk de la science-fiction technologique alternative.

## En littérature
- Paul Auster le dépeint dans son roman Moon Palace.
- Il apparaît dans le roman Le Prestige de Christopher Priest[1], sous les traits d’un scientifique qui aurait mis au point un système de clonage. Sa rivalité avec Thomas Edison et ses expériences à Colorado Springs sont évoquées. Dans la version cinéma du film Le Prestige, réalisée par Christopher Nolan en 2006, le personnage de Tesla est incarné par David Bowie (avec la voix de Bernard Alane en VF et Jean-Luc Montminy en VQ).
- Nikola Tesla est l'un des protagonistes de Goliath, troisième tome de la trilogie Léviathan de Scott Westerfeld.
- Sous le nom de Gregor, il est le personnage principal du roman de Jean Echenoz, Des éclairs[2].
- La romancière Martine Le Coz a consacré deux ouvrages à Nikola Tesla. Sa biographie L’Homme électrique revient sur l’homme, ses fulgurances, sa vie, sa voie scientifique. Une réflexion humaniste qu’elle poursuit dans La Tour de Wardenclyffe, un roman graphique initiatique situé dans les États-Unis des années Kennedy, où se répondent la plume et le pinceau, dessins d’enfants, documents d’époque, et messages de Nikola Tesla émis depuis l’Outre-Monde[3].
- Ses thèses et ses travaux sont décrits en détail dans La Route de Gakona, thriller de Jean-Paul Jody (2009), basé sur les applications militaires les plus inquiétantes que pourraient avoir ces théories.
- Il apparaît dans la nouvelle Nyarlathotep, de H.P. Lovecraft, où il fait des démonstrations publiques de ses inventions, et où il est un des nombreux avatars du dieu Nyarlathotep.

## Bande dessinée etcomics
- Tesla est apparu comme l’un des premiers ennemis du super-héros Superman dans le rôle d’un savant fou utilisant un rayon de la mort.
- Il est présent dans le multivers Marvel au travers de la série S.H.I.E.L.D. racontant l’origine de l’agence, en tant qu’antagoniste à Howard Stark et Nathaniel Richards.
- Nikola Tesla a largement inspiré la bande dessinée américaine RASL, réalisée par Jeff Smith.
- Tesla est un des principaux personnages de la bande-dessinée Vive l'empereur !, de la série Jour J.
- Tesla et son concept d'énergie libre fait partie intégrante du manga Dimension W de Yūji Iwahara.
- Il apparaît dans le tome 10 de la bande-dessinée Harry Dickson. Il est capturé par Georgette Cuvelier et les nazis pour qu'il leur explique le fonctionnement d'une mystérieuse arme volée à un peuple descendant des Nephilim.
- il apparaît dans le tome 1 de la bande-dessinée Les Trois Fantômes de Tesla de Guilhem et Richard Marazano. Il est l'homme à l'anagramme de Kaolin Slate.
- Il apparaît dans les bandes dessinées de la série Assassin's Creed. Il est un des membres de la confrérie des Assassins.
- Il apparaît dans le manga Valkyrie Apocalypse. Il est l'un des combattants de l'humanité lors du tournoi de Ragnarok contre les dieux.

## Au cinéma
- 1980 : Le secret de Nikola Tesla de Krsto Papić, Tesla est interprété par Petar Božović.
- 2003 : Coffee and Cigarettes de Jim Jarmusch, Tesla est mentionné à la fin du film.
- 2006 : Le Prestige de Christopher Nolan, Tesla est interprété par David Bowie.
- 2014 : Only Lovers Left Alive de Jim Jarmusch, Tesla est mentionné.
- 2015 : À la poursuite de demain de Brad Bird, une scène du musée de cire montre Nikola Tesla dans le bureau du troisième étage.
- 2017 :
  - Tesla : Lumière mondiale de Matthew Rankin.
  - Fragments from Olympus-The Vision of Nikola Tesla de Joseph Sikorski.
  - The Current War : Les Pionniers de l'électricité de Alfonso Gomez-Rejon, Tesla est interprété par Nicholas Hoult.
- 2018 : Tesla Nation de Željko Mirković est interprété par Jack Dimich.
- 2020 : Tesla de Michael Almereyda, Tesla est interprété par Ethan Hawke.

## Dans les séries télévisées
- 1941 : Superman par Fleischer Studios où un scientifique ressemble à Tesla.
- 1977 : Nikola Tesla, Tesla est interprété par Rade Šerbedžija.
- 2007 : Dans The Big Bang Theory, Nikola Tesla est souvent mentionné (parmi d'autres scientifiques qui ont marqué l'histoire), et le titre d'un épisode intègre même son nom : The Tesla Recoil (Saison 11, Épisode 8)[4],[5].
- 2008 :
  - Dans la série de science-fiction Sanctuary de Damian Kindler, Nikola Tesla est un semi-vampire qui fait partie d’un groupe de scientifiques qui, grâce à un sang de « sanguine vampiris », a réveillé son instinct de vampire. Devenu « maître électricien », il est capable de contrôler tout objet électrique en plus de posséder un côté sombre vampirique doté d'une force et d'une rapidité à toute épreuve. En outre, il n'a rien perdu de son génie légendaire.
  - Nikola Tesla participe activement à plusieurs épisodes de la série télévisée canadienne Les Enquêtes de Murdoch.
- 2009 : Les inventions de Nikola Tesla jouent un rôle important dans la série télévisée Warehouse 13. L’arme principale des agents de l’entrepôt 13, un pistolet incapacitant électrique, est nommé d’après Tesla, qui serait son inventeur.
- 2012 : Dans la série de politique-fiction XIII, la série, librement inspirée de la série en bande dessinée de William Vance et de Jan Van Hamme, la saison 2 (2012), éditée par Europacorp Télévision et Canal+, scénario de Roger Avary (co-scénariste de Reservoir Dogs, Pulp Fiction), est basée sur la recherche, le décodage, et l'utilisation de données écrites par Nikola Tesla dans trois lettres manuscrites, permettant la création et l'usage — a priori pacifique — de l'énergie universelle pour maitriser le climat et la météo en n'importe quel point de la Terre (projet HEARPE). Le projet est récupéré à des fins militaires par les États-Unis et la Chine. Certains passages des épisodes montrent Tesla parlant clairement de l'énergie gratuite mise à disposition des humains…
- 2014 : Dans la série Flynn Carson et les Nouveaux Aventuriers de John Rogers (II), dans l'épisode 9 de la saison 1, Nikola Tesla a réussi à réaliser son projet d'électricité sans fil.
- 2016 : 
  - Dans l'épisode Tesla + Bell + Edison + Mac de la quatrième saison du reboot de Macgyver, Telsa est présenté comme un agent du DXS et est interprété par John Ales.
  - Dans l'épisode 1 : L'Assassin fantôme de la série Les mystères de Londres, lorsque Houdini invite l'agent Straton chez lui, alors que la mère d'Houdini fête son anniversaire, Nikola Tesla fait partie des invités (tout comme Wintson Churchill).
- 2020 : Nikola Tesla est, aux côtés de Thomas Edison, un des personnages principaux de l'épisode 4 de la douzième saison de Doctor Who, La Nuit de terreur de Nikola Tesla.

## En musique
- Le groupe des années 1980 de glam rock : Tesla.
- La chanson du groupe Orchestral Manoeuvres in the Dark : Tesla Girls (en).

## Dans les jeux vidéo
- Dans le jeu Frostpunk, dans le scénario "Nouveau Départ", Nikola Tesla construisit une base protégée par des arcs électriques en 1887. Nous apprenons aussi qu'il finit assassiné par ses compatriotes sur place la même année, et sa modeste tombe est un point d'exploration du jeu.
- Dans le jeu Paraworld, un personnage jouable du nom de Nikolaï Taslov fait son apparition et semble clairement inspiré de Nikola Tesla.
- Dans le jeu The Order: 1886, il est un inventeur chargé de fournir des armes sophistiquées aux « Chevaliers » afin de les aider dans leur combat contre les lycans.
- Dans le jeu Teslagrad, les niveaux sont inspirés des œuvres de Tesla.
- Dans le jeu The Curious Expédition, il est possible d'incarner Nikola Tesla en tant qu'explorateur[6].
- Dans le jeu mobile Fate/Grand Order, Nikola Tesla est un personnage jouable qui est possible d'obtenir en tant que Servant.
- Dans les séries de jeux Zen Pinball et Pinball FX, un plateau de flipper a pour thème Nikola Tesla.
- Dans le jeu Red Dead Redemption II, un des inconnus que l'on peut rencontrer est fortement inspiré de Nikola Tesla. Il s'appelle Marko Dragic. Lors de la première rencontre avec celui-ci, il demande à Arthur de piloter un bateau télécommandé semblable à celui fabriqué par Nikola Tesla en 1898.
- Dans le jeu The Invisible Hours, le joueur enquête sur la mort de Tesla, assassiné dans son manoir. Les évènements du jeu sont une interprétation fantastique de la fin de sa carrière. Le joueur suit dans différents chapitres les personnages se trouvant dans le manoir à la mort de Tesla. Il est un simple spectateur et essaie de comprendre les évènements en observant les actions, interactions, des personnages.

## Divers

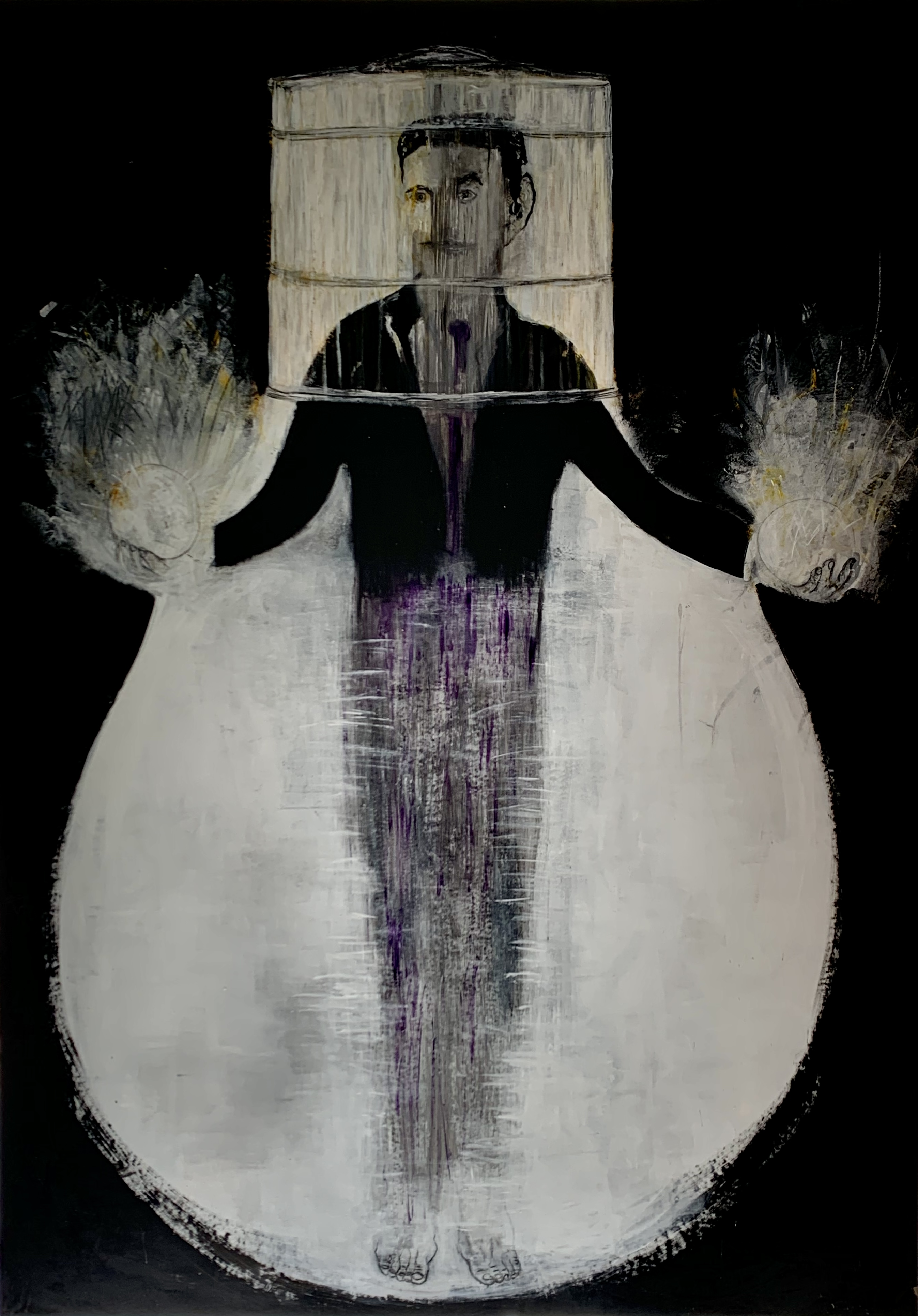
Louise Tilleke, Nikola Tesla, technique mixte sur toile de 300 × 200 cm, de 2018.

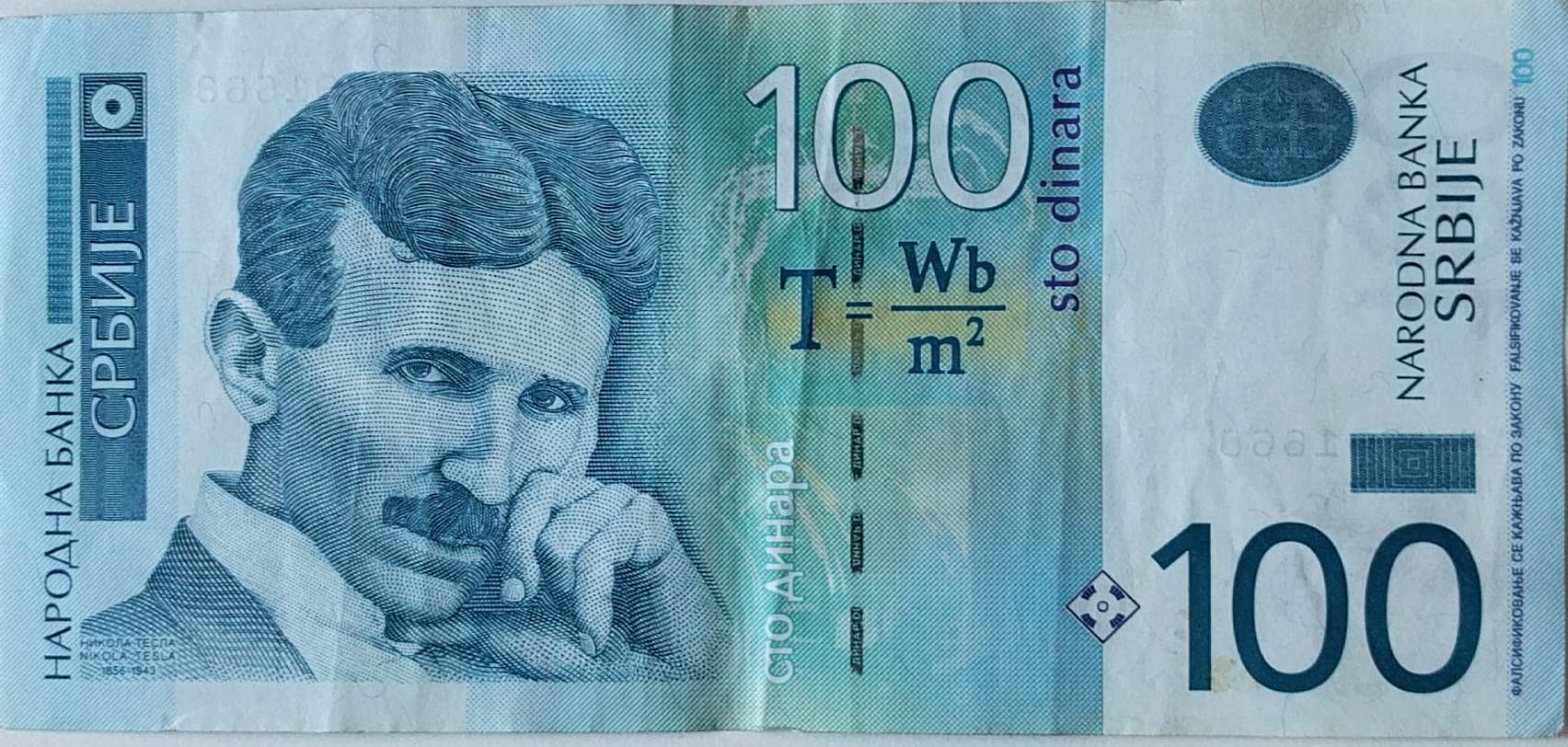
Nikola Tesla sur le billet de 100 dinars serbes.

- Son nom est la marque d’une firme automobile spécialisée dans les véhicules électriques, Tesla Motors, qui a présenté en 2008 sa première création, la Tesla Roadster, basée sur la Lotus Elise.
- Un projet de pipeline reliant la Turquie à l'Autriche et qui traverse la Serbie, porte son nom, le Tesla Pipeline[7].
- Son prénom est également le nom du constructeur automobile américain Nikola Corporation, qui produit des véhicules sans émission de particules (camions à l'hydrogène et voiture électrique).
- Tous les ans, le jour de son anniversaire, Google rend hommage à Nikola Tesla en lui consacrant un google doodle (personnalisation de la page d’accueil de son moteur de recherche)[8]. D’autres scientifiques ont reçu l’hommage du célèbre moteur de recherche comme Léonard de Vinci, Thomas Edison, Hans Christian Ørsted...
- Une statue à l'effigie de Nikola Tesla un peu spéciale a été érigée en 2013 à Palo Alto aux États-Unis[9]. Elle fait également office de borne Wi-Fi gratuite et contient une capsule temporelle, à ouvrir en 2043, centenaire de la mort de Nikola Tesla. D'autres statues ont été érigées à Smiljan, Belgrade, Zagreb, aux chutes du Niagara.
- En Tchécoslovaquie, l'usine de produits électroniques Elektra a pris le nom de Tesla à partir de 1946 et a fabriqué des produits de très haute qualité - parfois même exportés à l'Ouest - dans le domaine audio professionnel principalement.
- La Yougoslavie a émis six billets de banque honorant Tesla de 1970 (statue) à 1993 (5 portraits).
- Des timbres de République centrafricaine (bloc de 4), Tchécoslovaquie, Yougoslavie (1993) et des États-Unis lui ont rendu hommage.
- L'aéroport principal de Belgrade a été nommé Nikola Tesla.
- Le billet de 100 dinars serbe est à l'effigie de Nikola Tesla.
- La Croatie a frappé ses pièces de 50, 20 et 10 centimes d'euro avec l'image de Nikola Tesla pour leur mise en circulation en 2023[10].
- À Europa Park, en Allemagne, la dernière attraction, le Voltron Nevera, premier Tricker Coaster au monde, lui rend hommage. Il est présent à l'intérieur de l'attraction et dans plusieurs spectacles dédiés à cette nouveauté. .